# Войцы
Войцы — деревня в Новгородском районе Новгородской области, входит в состав Бронницкого сельского поселения.
Расположена на небольшом одноимённом острове в северо-восточной части озера Ильмень, в дельте реки Большая Ниша. Ближайший населённый пункт на материковой части — деревня Наволок.
Ежегодно во время весеннего паводка деревня подвергается угрозе затопления. Наибольшие наводнения на озере случались в 1956 и 1966 годах.